# خمسون ظلا أكثر إظلاما (فلم)
خمسون ظلًا أكثر إظلامًا (بالإنجليزية: Fifty Shades Darker)؛ هو فيلم إغراء وفيلم رومانسي وفيلم دراما أمريكي تم إصداره عام 2017. من إخراج جايمس فولي، وكتابة نيال ليونارد، ومقتبس من رواية إي. إل. جيمس التي تحمل نفس الاسم والتي تم إصدارها عام 2012. كما أن الفيلم هو الجزء الثاني من سلسلة أفلام خمسون ظلا، وتتمة لفيلم خمسين ظل من جراي. الفيلم من بطولة داكوتا جونسون بدور «أناستازيا ستيل»، وجيمي دورنان بدور «كريستيان جراي». كما شارك في الفيلم: إريك جونسون وإلويس مومفورد وبيلا هيثكوت وريتا أورا ولوك غريمس وفيكتور راسيك وكيم باسنجر، ومارسيا غاي هاردن في أدوار داعمة.
التصوير رئيسي لفيلم خمسون ظلا داكنا والجزء الثالث خمسون ظلا طليقا الذي تم إصداره عام 2018 بدأ في 9 فبراير 2016، في باريس وفانكوفر. تم إصدار الفيلم في الولايات المتحدة في 10 فبراير 2017. حقق الفيلم 381 مليون دولار في جميع أنحاء العالم مقابل ميزانيته البالغة 55 مليون دولار، ولكن تم تلقي ملاحظات سلبية عن سيناريو الفيلم، والتمثيل والسرد، على الرغم من أداء داكوتا جونسون تلقي بعض الثناء. في حفل توزيع جوائز التوتة الذهبية الثامن والثلاثون، تلقي الفيلم تسعة ترشيحات، بما في ذلك جائزة التوتة الذهبية لأسوأ فيلم، وجائزة راتزي لأسوأ ممثل لدورنان وجائزة راتزي لاسوا ممثلة لجونسون، وفاز مرتين بجائزة التوتة الذهبية لأسوأ إعادة سينمائية لفيلم سبق انتاجه، وبجائزة التوتة الذهبية لأسوأ ممثلة مساعدة لباسنجر.

## القصة
بعد أن غادر أنستازيا ستيل كريستيان جراي راودته كوابيس حول طفولته المسيئة. في هذه الأثناء بدأت آنا وظيفة جديدة كمساعدة لجاك هايد، محرر في دار النشر سياتل المستقلة (SIP) الذي استقال جميع مساعديه الثلاثة السابقين خلال الأشهر الثمانية عشر الماضية. تقابل آنا بشكل غير متوقع كريستيان في افتتاح معرض التصوير الفوتوغرافي لصديقتها خوسيه رودريغيز. إنها تشعر بالفزع لأن كريستيان اشترى جميع صور خوسيه لآنا. يريد كريستيان عودة آنا ويوافق على عدم وجود قواعد ولا عقوبات ولا مزيد من الشروط السرية. يخبر كريستيان آنا أيضًا أن والدته كانت عاهرة مدمنة على الكراك.
بينما يتوجه جاك وآنا لتناول مشروب بعد العمل، اقتربت من آنا في الشارع امرأة شابة تشبهها. يصل كريستيان إلى الحانة ويتصرف بهدوء تجاه جاك، ثم يغادر بسرعة مع آنا في السحب. آنا ترفض تحذير كريستيان بشأن سمعة جاك. إنها منزعجة من أن كريستيان يفكر في شراء SIP. أخبر جاك آنا أنه يتوقع منها أن ترافقه في رحلة معرض الكتاب في نيويورك، لكن بعد التحدث مع كريستيان وافقت على عدم الحضور.
بعد فترة وجيزة، لاحظت آنا مرة أخرى نفس المرأة تراقبها ومسيحية من مسافة بعيدة. يتجاهل كريستيان استفسار آنا عن هوية المرأة، لكنه اعترف لاحقًا بأنها ليلى ويليامز، الخاضعة السابقة. بعد انتهاء عقدهم، أرادت ليلى المزيد، لكن كريستيان أنهى العلاقة. تزوجت ليلى من رجل توفي لاحقًا، مما تسبب في إصابة ليلى بانهيار عقلي. كانت تطارد آنا وكريستيان منذ ذلك الحين.
قبل الكرة الخيرية السنوية لعائلة غراي، يأخذ كريستيان آنا إلى إسكالا، وهو صالون تجميل تملكه إيلينا لينكولن. إيلينا صديقة العائلة هي أيضًا المهيمنة السابقة على كريستيان التي عرّفته على أسلوب حياة BDSM من خلال إغوائه عندما كان أصغر. آنا غاضبة لأن كريستيان أخذها إلى هناك وأن إيلينا وكريستيان شريكان تجاريان. على الكرة، ذكرت أخت كريستيان ميا أن شقيقها طُرد من أربع مدارس مختلفة بسبب الشجار. يخبر كريستيان آنا أن والدته انتحرت. كان بمفرده مع جسدها لمدة ثلاثة أيام قبل نقله إلى المستشفى حيث عملت جريس تريفيليان جراي؛ لقد اعتنت بالصبي الصغير وتبنته لاحقًا. أثناء الكرة، رفضت آنا طلب إيلينا بترك كريستيان وحذرت إيلينا من البقاء بعيدًا. عند وصولها إلى المنزل، تكتشف هي وكريستيان أن ليلى قامت بتخريب سيارة آنا.
عندما أخبرت آنا جاك بأنها لن تحضر المعرض معه، حاول إغرائها أثناء وجودهما بمفردهما في العمل لكنها تهرب منه وتهرب. يمارس كريستيان نفوذه لإطلاق جاك، وترقية آنا إلى منصب محرر التمثيل بدلاً من جاك. يطلب كريستيان من آنا الانتقال للعيش معه وهي توافق.
في شقة آنا، تهددها ليلى بمسدس. كريستيان وسائقه / حارسه الشخصي جايسون تايلور يدخلون ويسيطر كريستيان على ليلى من خلال أن يصبح لها المهيمنة. آنا، التي ترى حاجة كريستيان إلى أن تكون مسيطرة، تغادر، وتعود بعد ساعات. كريستيان غاضب لكن آنا بحاجة إلى وقت للنظر في علاقتهما. كريستيان يسقط على ركبتيه ويعترف بأنه ليس مهيمنًا، ولكنه سادي يستمتع بإيذاء النساء اللواتي بدأن مثل والدته. يصر على أنه يريد التغيير. يقترح كريستيان في وقت لاحق لكن آنا تحتاج إلى وقت قبل القبول.
كريستيان يغادر في رحلة عمل، يقود مروحيته الخاصة. يحدث عطل في المحرك فوق جبل. سانت هيلينز مما أجبره على التخلي عن المركب في منطقة كثيفة الغابات. ويتبع ذلك عملية بحث وإنقاذ ضخمة. بينما تنتظر آنا الأخبار بخوف، يصل كريستيان إلى المنزل بأمان. أدركت آنا أنها تحبه وتقبل عرض زواجه.
في حفلة عيد ميلاد كريستيان، تتهم إيلينا آنا بأنها منقب عن الذهب. تأمرها آنا بالتوقف عن التدخل. يسمع كريستيان ويخبر إيلينا باستخفاف بأنها علمته «كيف يمارس الجنس» بينما علمته آنا «كيف يحب». سمعت غريس المحادثة وتطالب إيلينا بالمغادرة إلى الأبد؛ كريستيان أيضا قطع كل العلاقات مع إيلينا. في وقت لاحق من ذلك المساء تقترح كريستيان على آنا، هذه المرة بخاتم وقبلت. مع اندلاع الألعاب النارية في السماء، يشاهد جاك هايد الاحتفالات من بعيد، ويقسم بصمت على كريستيان وآنا.

## طاقم العمل
- داكوتا جونسون بدور أناستازيا «آنا» ستيل
- جيمي دورنان بدور كريستيان جراي
- إريك جونسون بدور جاك هايد، رئيس آنا في SIP والمطارد.
- الويس مومفورد بدور كاثرين «كيت» كافانا، أفضل أصدقاء اناستازيا وزميلتها في السكن، والتي تربطها علاقة بشقيق كريستيان الأكبر إليوت جراي.
- بيلا هيثكوت بدور ليلى ويليامز، إحدى المستسلمات المسيحيين السابقين.
- ريتا أورا بدور ميا جراي، أخت كريستيان الصغرى بالتبني.
- جنيفر أيل بدور كارلا ويلكس، والدة أناستازيا (طبعة غير مصنفة).
- لوك غريمس بدور إليوت جراي. الأخ الأكبر لكريستيان بالتبني.
- فيكتور راسوك بدور خوسيه رودريغيز، أحد أصدقاء أناستازيا.
- ماكس مارتيني بدور جيسون تايلور، الحارس الشخصي لكريستيان ورئيس الأمن.
- بروس ألتمان مثل جيري روتش، رئيس SIP.
- كيم باسنجر مثل ايلينا لينكولن، الشريك التجاري لكريستيان والعشيقة السابقة.
- مارسيا جاي هاردن بدور جريس تريفيليان جراي، والدة كريستيان بالتبني.

## وصلات خارجية
- مقالات تستعمل روابط فنية بلا صلة مع ويكي بيانات
- الموقع الرسمي